# Ramonzuelo
Ramón García Martínez (Alicante, España, 6 de noviembre de 1905-Alicante, España, octubre de 1982), conocido como Ramonzuelo, fue un futbolista y entrenador de fútbol español. Jugó de centrocampista en Primera División de España con el Club Deportivo Europa aunque destacó en el Club Natación Alicante. Guarda el honor de ser el primer alicantino en jugar en Primera durante la temporada 1928-29.

## Trayectoria
Ramonzuelo se inició en el fútbol jugando en el Círculo Bellas Artes de Alicante. Posteriormente dio el salto al Club Natación Alicante, que por entonces era el principal equipo de la ciudad de Alicante. Con el Natación ganó el Campeonato regional de 1923/24 de la Federación Levantina, el máximo título de liga de la época. Posteriormente pasó al Elche Club de Fútbol que redimió su cuota militar y le asignó un sueldo fijo hecho de importancia ya que eran los primeros compases hacia el fútbol profesional. En las temporadas 1927 y 1928 jugó con el Levante Unión Deportiva. En la temporada 1928/29 se convirtió en uno de los jugadores con el honor de haber participado en la primera temporada de la Primera división española, lo hizo con el Club Deportivo Europa de los Manuel Cros, Mauricio, Alcázar, Juan Bordoy...  Además de esto, ostenta el honor de ser el primer alicantino en jugar en Primera división española.
En la temporada 1937/38 entrenó al Alicante Club de Fútbol. Posteriormente entrenó al Hércules juvenil al menos desde 1953 hasta 1960. Además fue entrenador del Hércules aunque de manera interina durante la campaña 1957/58 hasta la llegada de Manuel Echezarreta al banquillo herculano.

## Clubes
| Club                             | País   | Periodo   |
| -------------------------------- | ------ | --------- |
| Círculo Bellas Artes de Alicante | España |           |
| Club Natación Alicante           | España | ??-1926   |
| Elche C. F.                      | España | 1926-1927 |
| Levante U. D.                    | España | 1927-1928 |
| C. D. Europa                     | España | 1928-1930 |
| Hércules C. F.                   | España | 1930-1933 |
| Real Oviedo                      | España | 1940-1941 |

- Datos: Q2887662